# Josep Gibert i Clols
José Gibert Clols o Josep Gibert i Clols (Valls, Tarragona, 31 de mayo de 1941-Tarrasa, Barcelona, 6 de octubre de 2007) fue un paleoantropólogo español. Doctor en Ciencias Geológicas, fue discípulo de Miquel Crusafont. Catedrático de Ciencias Naturales de los institutos de Montcada y Egara y, desde 1983, director y posteriormente investigador del Instituto de Paleontología de Sabadell.

## Hombre de Orce

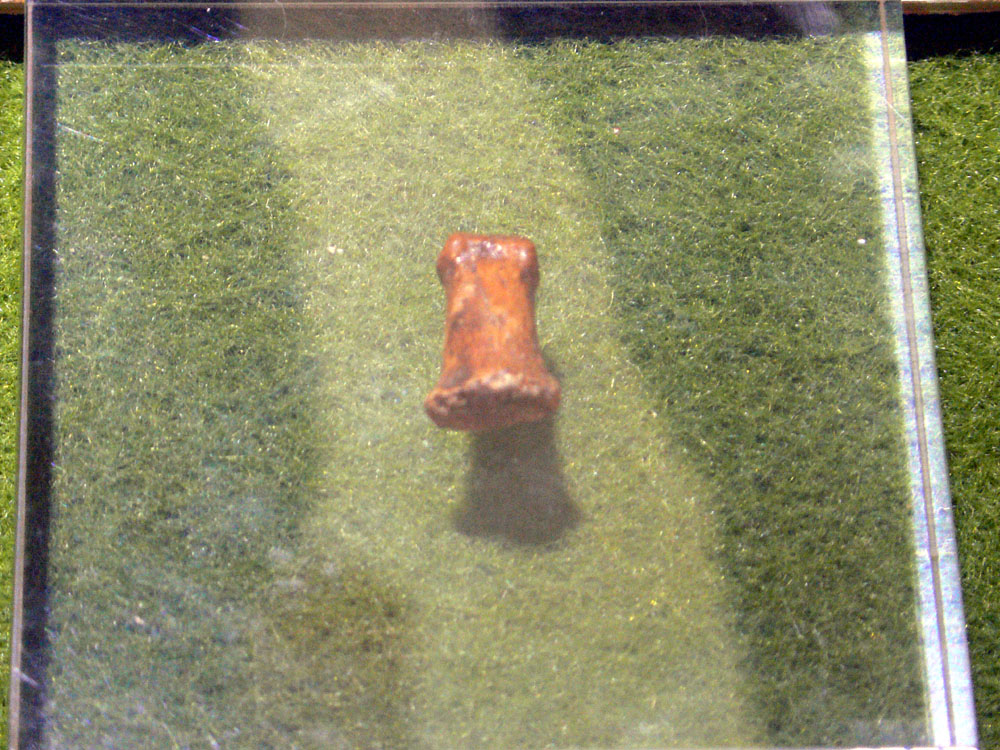
Falange fósil, posiblemente humana, encontrada por Gibert en Cueva Victoria. Museo Arqueológico Municipal de Cartagena.

En 1976 descubrió el yacimiento de Venta Micena (Orce, Granada), en donde en 1982 descubrió el resto humano que, una vez publicado en la revista Paleontologia i Evolució en el año 1983 y difundido en todos los medios españoles, pasó a la historia con el nombre de hombre de Orce. En 1984, comenzó una polémica sobre la atribución del resto al género Homo; afirmando, sus detractores, que el fósil pertenecía a un équido.
A partir de ese momento, Gibert estableció tres líneas de investigación para demostrar la humanidad del hombre de Orce:
- la comparación anatómica con vertebrados, dirigida por él mismo;
- la comparación anatómica con otros humanos fósiles y actuales, que asumió Campillo; y
- los estudios paleoinmunológicos, que se realizaron en dos universidades de forma paralela, en la de Granada, bajo la dirección de García Olivares, y la de California, bajo la dirección de Lowenstein.

Los resultados de esas investigaciones, publicados en prestigiosas revistas, confirmaron la humanidad del Hombre de Orce, que por otra parte quedaba corroborada con el descubrimiento de nuevos restos humanos en el mismo yacimiento de Venta Micena, así como en el de Barranco León, también en Orce, y en Cueva Victoria (Cartagena) -un yacimiento cuyas excavaciones arqueológicas dirigió desde 1984-, todos ellos de edades similares, y con la aparición de industrias líticas en los yacimientos de la región de Orce que eran indudablemente humanas. Finalmente, el hallazgo, en un cráneo infantil procedente de la necrópolis romana de Francolí (Tarragona), de una cresta occipital de características similares a la que poseía el niño de Venta Micena, venía a avalar «la evidencia palpable» de que el cráneo infantil de Orce era humano, lo que suponía un «espaldarazo y prueba evidente» de lo que había defendido Gibert desde el principio. En este sentido, las palabras de Aguirre, primer director del grupo de investigación de Atapuerca y Premio Príncipe de Asturias, al respecto son contundentes: «El hallazgo de LP-511 y su estudio merecen ciertamente celebrarse, y te ruego que transmitas a Gibert mi cordial felicitación por esta palpable evidencia que consagra su interpretación, la necesitaba de veras». 
Con el descubrimiento del hombre de Orce el Gibert cuestionaba el paradigma evolutivo establecido en Europa a principios de los años ochenta, razón que explica en última instancia la polémica que rodeó al hombre de Orce. Para Gibert, el género Homo penetró en Eurasia por diferentes vías en varios momentos sucesivos; una de estas vías fue el estrecho de Gibraltar, que explica la presencia humana en la península ibérica en una edad tan temprana.

## Otros yacimientos
En los últimos años, Gibert trabajó con Walker en los yacimientos murcianos de Cueva Negra y Cabezo Gordo; asimismo, mantenía una estrecha relación con Scott, del Berkeley Geochronological Center, y con Martin, de la universidad estatal de Murray, con los que realizó una completa revisión de la bioestratigrafía de la región de Orce. También mantenía una estrecha vinculación con investigadores marroquíes, que le llevaron a realizar una campaña de prospecciones en Marruecos. Por otra parte, a lo largo de estos últimos años aglutinó a su alrededor a un grupo de estrechos colaboradores (su hijo Luis Gibert Beotas, Carles Ferràndez Canyadell, Alfredo Iglesias Diéguez, Francesc Ribot Trafí y Florentina Sánchez), que trabajan en algunos de los diferentes ámbitos de estudio a los que se dedicaba Gibert: evolución humana, geocronología, dispersión de los homínidos, evolución cultural... Por último, en los últimos tiempos había abierto el campo geográfico de sus investigaciones a otros puntos de España, a la busca de nuevos yacimientos que sirviesen para demostrar su teoría de la dispersión de los homínidos y el cambio cultural.

## Obra
Gibert es autor de dos libros:
- El Hombre de Orce, los homínidos que llegaron del Sur (Almuzara, 2004), en el que, además de relatar la historia de sus investigaciones en Orce, defiende un nuevo modelo de dispersión homínida, sosteniendo que los homínidos penetraron en la Península a través del estrecho de Gibraltar, y establece un nuevo modelo evolutivo, a partir de una evidencia para muchos inasumible: la coexistencia de varias especies de humanos en un mismo tiempo y espacio.
- ¿Quieres ser... paleontólogo? (Edebé, 2007), un emotivo testamento vital en el que enseña a generaciones futuras el amor por la ciencia, el conocimiento y la verdad.

## Reconocimientos
Gibert fue galardonado en 2005 con la Medalla Narcís Monturiol al mérito científico y tecnológico de la Generalidad de Cataluña.
El Museo de Prehistoria de Orce, inaugurado en 2015, lleva su nombre.

## Fallecimiento y legado
Falleció el 7 de octubre de 2007 a los 66 años de edad en el Hospital de Tarrasa a consecuencia de un cáncer linfático; sus restos fueron esparcidos por sus familiares y colaboradores en el lugar de Venta Micena. La familia anunció la creación de la Fundación Josep Gibert, desde la cual se desarrollarán proyectos y eventos científicos vinculados al estudio de la evolución humana y del Cuaternario.
Tras su muerte, muchos de los que en vida habían sido sus principales opositores, reconocieron su talla como científico; en este sentido se pronunció José María Bermúdez de Castro, director del Centro Nacional de Investigación sobre Evolución Humana (CENIEH) y codirector de las excavaciones de Atapuerca (Burgos): «Fue una época con mucha discusión y debate y se habló mucho de evolución humana. Promovió un congreso muy importante en Orce y consiguió que hubiera mucho movimiento y actividad científica, y esa es una aportación muy valiosa independientemente de si tenía razón o no».